# Zimna Brzeźnica

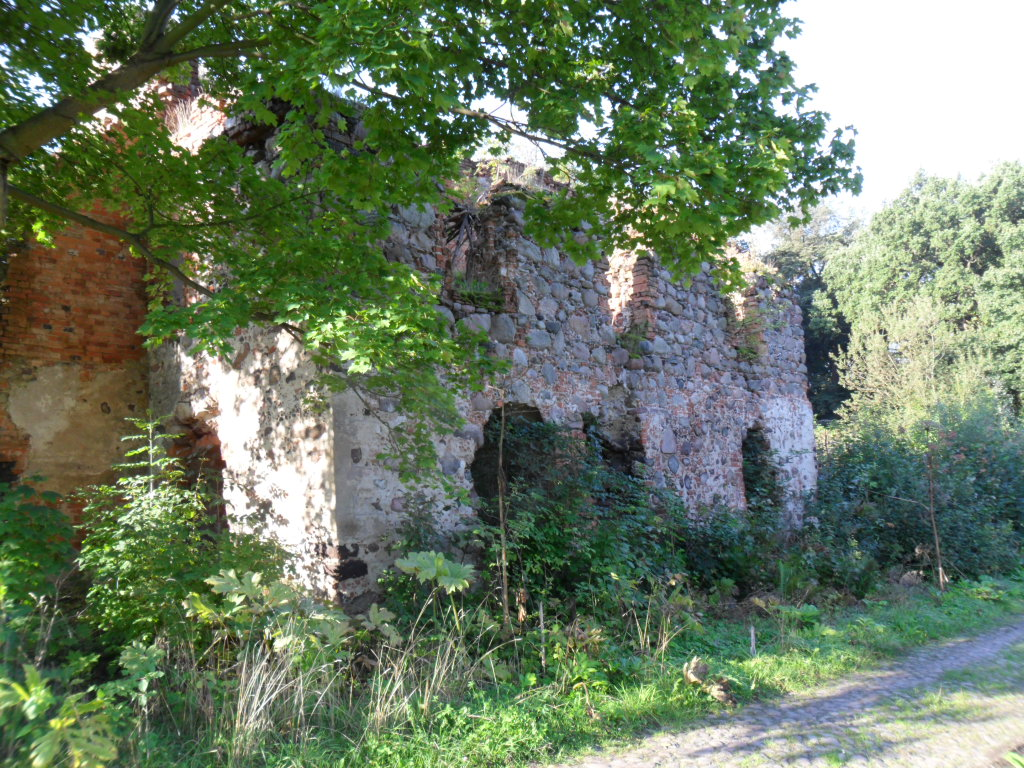
Ruiny dworu

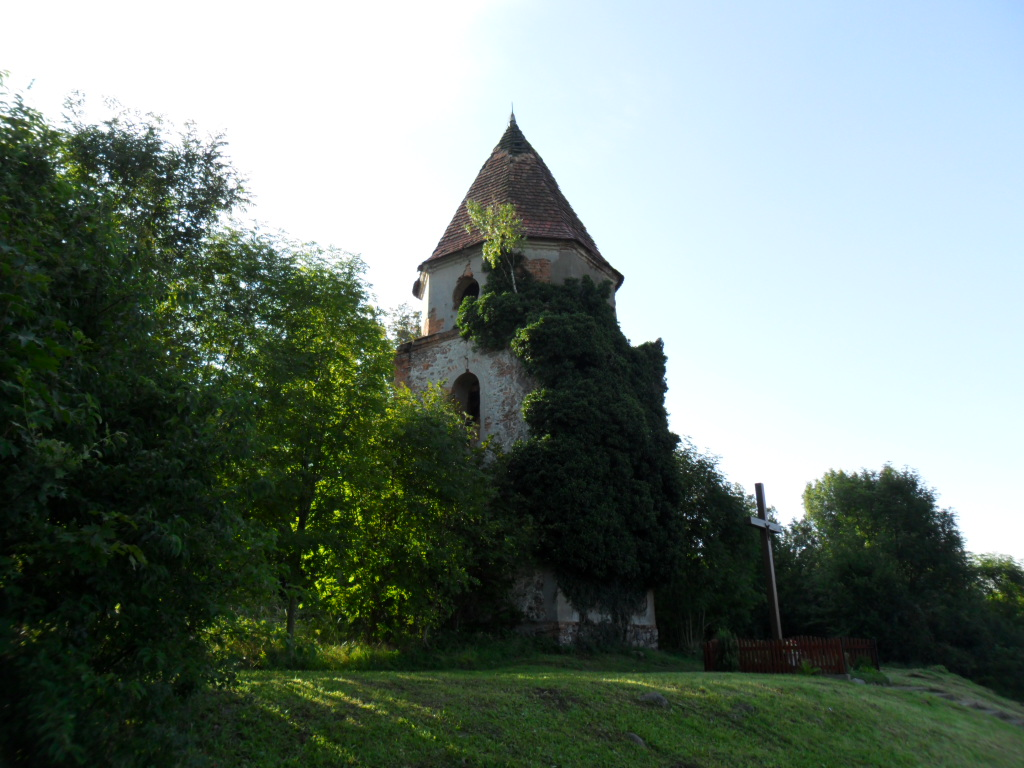
Ruiny dzwonnicy

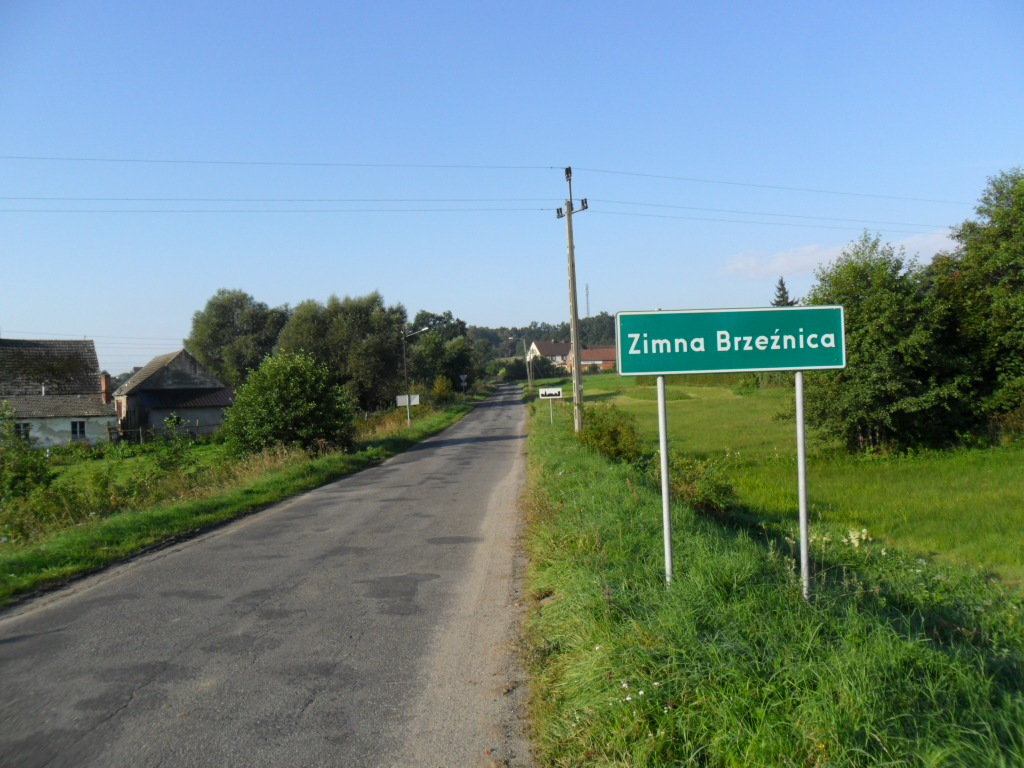
Droga do wsi

Zimna Brzeźnica (niem. Kaltenbriesnitz) – wieś w Polsce, położona w województwie lubuskim, w powiecie żagańskim, w gminie Niegosławice.
W latach 1975–1998 wieś administracyjnie należała do województwa zielonogórskiego.

## Integralne części wsi
| SIMC    | Nazwa    | Rodzaj     |
| ------- | -------- | ---------- |
| 0912066 | Jurzyn   | przysiółek |
| 0912072 | Wilczyce | przysiółek |

## Zabytki
Do wojewódzkiego rejestru zabytków wpisane są:
- zespół pałacowy, z XVI-XVIII wieku: 
  - pałac, klasycystyczny, z neogotyckim ryzalitem pierwotnie otoczony od południa i zachodu parkiem krajobrazowym znajduje się przy trasie wiodącej od Zielonej Góry w kierunku Wrocławia, ok. 8 km za Nowym Miasteczkiem, niedaleko Gaworzyc. Położony w południowej części wsi, po zachodniej stronie drogi, niegdyś wchodził w skład okazałego założenia pałacowo-folwarcznego. Obecnie zdewastowany i pozbawiony dachu popada w ruinę. Historia obiektu wiąże się z rodziną von Heuthausen, która w XIX wieku wybudowała nowy pałac, w duchu klasycyzmu, w sąsiedztwie renesansowego dworu (będącego obecnie ruiną), a wraz z nim imponujący folwark. Ogromne założenie dzieliło się wówczas na dwie części: od strony południowej – pałacowo-parkową, od strony północnej – folwarczną z budynkami gospodarczymi. W trzeciej. ćw. XIX wieku wzbogacono klasycystyczną bryłę pałacu od strony wschodniej neogotyckim ryzalitem z wieżyczkami. Od początku XX wieku, aż do wybuchu II wojny światowej majątek należał do rodziny von Waldow, która w tym czasie dokonała kolejnej rozbudowy folwarku i przebudowy niektórych obiektów. Po II wojnie światowej pałac wraz z zabudowaniami gospodarczymi należał do PGR. XIX-wieczny pałac, wzniesiony z cegły, tynkowany, rozplanowany na rzucie prostokąta posiada boczny ryzalit i tworzy kształt litery „L”. Zwrócony fasadą w kierunku północnym do podwórza gospodarczego, otwarty jest od strony południowej do rozległego parku krajobrazowego. Jest budowlą zwartą, jednokondygnacyjną z poddaszem użytkowym, pierwotnie nakrytym dwuspadowym dachem z dachówki ceramicznej. Elewację frontową, z bocznym ryzalitem od strony wschodniej zwieńczonym neogotyckim szczytem z wieżyczkami, akcentuje pseudoryzalit zakończony trójkątnym naczółkiem, do którego prowadziły niegdyś schody z tarasem. Analogiczny pseudoryzalit znajduje się w elewacji od strony południowej, z istniejącą niegdyś werandą, do której prowadziły znacznie wyższe schody. Elewacja wschodnia, stanowiąca boczną ścianę ryzalitu, zwieńczona jest neogotyckim szczytem z fialami, elewacja zachodnia, prostym trójkątnym szczytem bez wieżyczek. Układ horyzontalny pałacu podkreśla wysoki cokół, ponad którym znajduje się profilowany gzyms oraz dekoracyjnie opracowany fryz koronujący wsparty na konsolkach, ze stylizowanymi kwiatami zwiniętymi w spiralę, z puttami oraz okrągłymi otworami. Nieco skromniej opracowany jest ryzalit wschodni pozbawiony dekoracyjnego fryzu, ale posiadający profilowane gzymsy. Wertykalizm wyznaczają otwory okienne wygięte łukowato lub prosto, ujęte w opaski z nadokiennikami w postaci gzymsów odcinkowych. Dekoracja pałacu jest więc typowo klasycystyczna z frontonami, naczółkami i zdobieniami znamiennymi dla sztuki antycznej. Dodane w okresie późniejszym elementy neogotyckie nie zatarły jej pierwotnego wyrazu architektonicznego. Pierwotny układ pomieszczeń pałacu był dwutraktowy, z półtraktowym korytarzem w korpusie głównym i schodami biegnącymi na piętro, łączącym westybul z salonem od strony ogrodowej oraz pozostałymi wnętrzami. Po II wojnie światowej wnętrza pałacu zaadaptowano na pomieszczenia biurowe i mieszkalne, w których mieściła się siedziba Stacji Hodowli Roślin w Przecławiu, niszcząc przy tym pierwotny układ wnętrz. Obecnie obiekt popada w ruinę, od wielu lat nie jest użytkowany.
  - park

inne zabytki:
- dwór obronny w Zimnej Brzeźnicy został wzniesiony w XVI w. dla rodziny von Haugwitz, a następnie rozbudowany dla von Niebelschultzów, która to rodzina posiadała dobra zimnobrzeźnickie do lat 80. XVII w. Następnie dwór przechodzi przez ręce kilku rodzin, von Knobelsdorffów, von Zedlitzów oraz von Heuthausenów, którzy to na początku XIX w. obok dworu wznieśli klasycystyczny pałac, a dwór przeznaczono do celów gospodarczych. Pod koniec XIX w. budynek dworu spłonął i nie został już odbudowany. Renesansowy dwór, o którego wyglądzie nie można dużo powiedzieć, ponieważ do dziś zachowały się tylko jego zarośnięte drzewami i roślinnością fragmenty budowli. O jego wyglądzie można wnioskować tylko z ocalonych fragmentów oraz z analiz architektonicznych bryły. Dwór został wzniesiony na planie nieregularnego prostokąta, a elewacje północną i wschodnią ozdobiono ryzalitami. Obecnie zachowały się duże fragmenty trójkondygnacyjnej elewacji południowej, czteroosiowej z resztkami tynków i przypór. W części południowo-zachodniej budowli na poziomie pierwszej kondygnacji ocalało kolebkowo sklepione wnętrze z lunetami i wnęka, w której kiedyś znajdował się piec. W części północno-wschodniej w piwnicy również zachowało się sklepienie kolebkowe, a także zamknięte arkadą wejście. Zachowała się również elewacja wschodnia do drugiej kondygnacji, przepruta arkadami oraz fragmenty części północnej, przypuszczalnie najstarszej z małymi prostokątnymi otworami okiennymi, też do wysokości drugiej kondygnacji.
- dzwonnica, stojąca przy drodze na terenie dawnego cmentarza niemieckiego dzwonnica jest pozostałością kościoła z XIV w. Fundatorami wyposażenia była rodzina von Knobelsdorff. Sama dzwonnica powstała w 1835 r. Obok kościoła istniała także kaplica pw. św. Ducha z XVII w.